# Антонов Ан-148
Ан-148 е регионален пътнически самолет, проектиран в Украйна, който е разчетен за превоз от 70 до 100 души. Максималната далечина на полет е 5000 km, крайцерската скорост е 820 – 870 km/h.

## Модификации
- Ан-148-100А
- Ан-148-100Б
- Ан-148-100Е
- Ан-148-200

### Двигател
Самолета Ан-148 разполага с два двуконтурни турбореактивни двигатели Д-436-148 производство на „Мотор Сич“ АД.

### Свързани самолети
- Антонов Ан-72/Ан-74

### Подобни самолети
- BAe-146
- Bombardier CRJ-900
- Embraer E-Jets
- Fairchild-Dornier 728JET
- Fairchild-Dornier 928JET
- Sukhoi Superjet 100
- ACAC ARJ21

## Инциденти
- На 11 февруари 2018 г. Антонов Ан-148, изпълняващ полет 6W703 от Москва до Орск, Урал на Саратовските Авиолинии, се разбива близо до Раменское, Московска област, малко след излитането си от летище Домодедово. В самолета са пътували 65 пътници и шестчленен екипаж. Няма оцелели. Това е първият фатален инцидент при граждански полет за този тип самолет.[2]